# Vade
Vade ou Wade en anglais, est un héros britannique ; il se croise également sous les noms de Wada (en vieil anglais), Vadi (en vieux norrois), Wate (en moyen haut-allemand), et parfois également Waetla. Il était marin, et naviguait sur le Guingelot (en northumbrien : Wingelock). Son histoire avait visiblement une grande notoriété, mais elle a été intégralement perdue ; ne restent que des mentions, particulièrement dans deux textes de Geoffrey Chaucer. Il est courant cependant de l’associer à un autre personnage homonyme de la mythologie nordique, père de Véland dans une partie des traditions, dont l’histoire est également développée dans cet article.

## Tradition de marin
Les différentes traces laissées par le personnage de Wade en font un marin ; cependant, la tradition orale a été perdue, et aucun texte — s’il en a existé — n’a été conservé. Le principal auteur à avoir mentionné le personnage est l’écrivain du XIVe siècle Geoffrey Chaucer. Thomas Speght écrit, dans le glossaire de son édition de Londres (1598 puis 1602) des œuvres de l’auteur, à l’entrée « Wades bote » : « Concernant Wade et son bateau, appelé Guingelot, et de même pour ses étranges exploits, le sujet étant long et fabuleux, je suis passé outre. » La connaissance reste encore vivace dans le Nord de l’Angleterre jusqu’au moins la Restauration, et encore après dans le Nord-Est (comté du Northumberland). Deux manuscrits de la chanson de geste Sir Bevis, ceux d’Auchinleck et de Stafford, mentionnent un combat avec un dragon ; c’est la seule péripétie de sa vie dont ait été gardé la trace. Wade est également évoqué dans une traduction manuscrite de Guido de Colonna attribuée à Lygdate. 
François-Xavier Michel considère que le bateau ne devait être rapide, par rapprochement avec les noms de deux serviteurs d’Odin dans l’Edda : Ganglate et Ganglœt, qui signifient « marchant lentement » ; hypothèse critiquée par Walter W. Skeat.

### Chez Chaucer
Dans le Conte du Marchand, l'un des Contes de Canterbury de Geoffrey Chaucer, on trouve une première référence à Wade :
| Moyen anglais : And bet than old boef is the tendre veel And eek thise old wydwes, God it woot, They konne so muchel craft on Wades boot, So muchel broken harm, whan that hem leste, That with hem sholde I nevere lyve in reste... | Anglais moderne : And better than tender veal is old beef... and also these old widows, God did wot, They can play so much craft on Wade's boat, So much harm, when they like it, That with them should I never live in rest... |

Il est clair que dans ce contexte, le navire de Wade est utilisé comme métaphore sexuelle.
Wade se retrouve également dans un autre des travaux de Chaucer, Troilus and Criseyde :
| Version originale : With sobre chere, although his herte pleyde: And in the feld he pleyde tho leoun; He song; she pleyde; he tolde tale of Wade. |

Ce passage montre que le conte de Wade et de son bateau étaient bien connus à l’époque de Chaucer, et il a été suggéré qu’ils symbolisent la tromperie.

### Chez Tolkien
Dans Le Silmarillion de J. R. R. Tolkien, le navigateur Eärendil possède un vaisseau nommé Vingelot. Ce nom signifie « fleur d'écume » dans la langue des Elfes, mais Tolkien l'a choisi en s'inspirant du Guingelot de Vade, dont l'histoire mystérieuse, et sa mention allusive par Chaucer, le fascinait dans sa jeunesse.

## Père de Véland
Une tradition fait de Vade le père du forgeron Véland, bien qu’on ne puisse clairement savoir s’il s’agit du même. Il apparaît dans la Vilkinasaga norroise du XIIIe siècle (chapitres XVIII, XIX et XX), qui raconte l’histoire du roi Vilkin dans le Vilkinaland, en Suède ; le récit se retrouve identique dans le roman germanique Dietrich von Bern.
Dans les autres textes scandinaves, dont la « Völundarkvida » de l’Edda, Völund est fils du roi des Finnar. D’autres romans de tradition germanique content une tout autre histoire de Véland, que Wilhelm Grimm suppose emprunté à un poème perdu. Les trouvères français n’ont parlé que de Véland et de son habileté à forger des armures.

### Éléments biographiques
Vade est alors un géant, fils du roi danois Wilkin, qui aurait rencontré dans une forêt, au bord de la mer, une belle femme qui était en fait une haffrue, nommée Wachilt (ou Wachitt dans la tradition germanique). Il est élevé sur la terre ferme : Wilkin donne à son fils douze terres en Seeland.
Vade eut un fils appelé Véland (Vaulund dans la Vilkinasaga, Wieland dans Dietrich von Bern), qu’il a fait devenir un forgeron : il le conduit à l’âge de neuf ans chez un habile forgeron de Hunaland, appelé Mimer (Mime dans le Dietrich von Bern), pour qu’il apprenne à forger, tremper et façonner le fer. Puis, trois années plus tard, à une montagne appelée Kallava, dont l’intérieur était habité par deux nains qui passaient pour savoir mieux forger le fer que les autres nains et que les hommes ordinaires ; ils fabriquaient des épées, des casques et des cuirasses ; ils savaient aussi travailler l’or et l’argent, et en faire toute sorte de bijoux.
Pour un marc d’or, les nains acceptent de former Véland en douze mois. Devant ses capacités, ils demandent à Vade de garder son fils un an de plus, contre un marc d’or ; mais, s’en voulant d’avoir acheté si cher les services du fils, ils ajoutent la condition que si au jour fixé, Vade ne reprenait pas son fils, ils seraient libres de le tuer. Vade accepte mais, avant de partir, il prend son fils à part, enfouit une épée au pied de la montagne, et dit : « Si je n’arrive pas au jour convenu, plutôt que de te laisser tuer par les nains, prends cette épée et ôte-toi la vie toi-même, afin que mes amis puissent dire que j’ai mis au monde un fils et non une fille. » Véland promet.
L’année suivante, Vade se remet en route assez tôt, et arrive avec trois jours d’avance ; la montagne est encore fermée, et il s’endort, fatigué du voyage. Pendant son sommeil s’élève une violente tempête et il meurt enseveli sous un éboulement de terres. Le matin, les nains sortent de la montagne et ne voient pas le géant. Véland court alors retirer l’épée et suit les nains dans leur caverne. Il les égorge et vole leurs outils et richesses, avant de poursuivre ses aventures.

## Traces toponymiques
Le nom de Wade est très courant dans les toponymes anglais. Cependant, ce nom ayant été porté par plusieurs chefs locaux, il est impossible de savoir à quoi il fait référence.
Dans les légendes dans la région de Whitby, dans le Yorkshire,, on apprend que l’ancien château de Mulgrave aurait été construit par le géant ; une route romaine, qui y passe, est nommée la Wade's Causeway, et un grand tumulus voisin est appelé communément la « tombe de Wade » (Wade's Grave). Selon la légende, lorsque le géant construisait le château, sa femme Bell devait aller traire une énorme vache, raison pour laquelle ils avaient construit la route ; elle en profitait pour apporter des pierres. Un jour, celles-ci tombèrent, justifiant la présence d’un site mégalithique.
Francisque Michel note également qu’existe un moulin de Wade (Wades Myll) mentionné dans un ouvrage de Samuel Harsnet, un pont de Wade (Wade-Bridge) dans le pays de Cornouailles, un hameau nommé Wades Mill (« le moulin de Wade ») dans la paroisse de Standon (comté de Hertford), et d’une terre de Wade.

## Informations externes

### Sources
1. 1 2  Chaucer et Skeat 2008.
2. ↑  Weber 1810.
3. ↑  Michel 1837, p. 8.
4. ↑  1209–1214
5. ↑  (en) John Garth, Tolkien and the Great War : The Threshold of Middle-earth, HarperCollins, 2005, 398 p. (ISBN 978-0-00-711953-0), p. 86-87.
6. ↑  Michel 1837, p. 11.
7. ↑  Depping et Michel 1833.
8. ↑  (en) John Timbs, Nooks and corners of English life, past and present, Griffith and Farran, 1867, 2e éd., 371 p. (lire en ligne), p. 84.
9. ↑  (en) Raymond Wilson Chambers, Widsith : A Study in Old English Heroic Legend, Cambridge University Press, 1912, p. 96.
10. ↑  Samuel Harsnet, A declaration of egregious popish impostures to withdraw the heurt of her maiesties subjects from their allegiance, etc. under the pretence of casting out devils, practised by Edmunds alias Weston, a Jesuite, etc., Londres, 1603, in-4o, p. 404.
11. ↑  Lewis, Topographical Dictionary of Wales, « Wade-Bridge ».
12. ↑  Rotuli de Liberate, 3e Johannis, Anno Domini, 1204, à la tour de Londres : « Rex, […] Vicecomiti de Suhamtonia, […] Precipimus tibi quod permittatis W. comiti de Arundellia [habere] in pace terram de Wade, quod est de feodo suo, sicut eam habere solet, unde idem comes habuit homagium et servicia. Per G. filium Petri […]. »

## Compléments

### Définitions
1. ↑  « Concerning Wade and his bote called Guingelot, as also his straunge exploits in the same, because the matter is long and fabulous, I passe it over. »
2. ↑  Les haffrues sont des sirènes de la mythologie scandinave, qui apparaissent tantôt bonnes, tantôt méchantes et perfides. Sur la terre ferme, elles prennent l’aspect d’une femme.
3. ↑  Le Hunaland est un royaume mentionné dans l’Edda poétique et dans les Sagas légendaires, qui tient un peu du royaume des Francs et un peu des Huns.